# Герт Буржоа
Герт Буржоа (на нидерландски: Geert Bourgeois, [ʝeːrt burʒwɑ]) е фламандски политик от партията Новофламандски алианс (до 2001 година – от Народен съюз).

## Биография
Той е роден на 6 юли 1951 година в Руселаре в семейството на учител. Завършва право в Гентския университет, след което се включва в политическия живот като общински съветник в Изегем от Народен съюз. От 1995 до 2003 година е депутат във федералния, а след това – във фламандския парламен. Той е последният председател на Народния съюз до неговото разделяне през 2001 година, а след това оглавява новосъздадения Новофламандски алианс до 2004 година.
Герт Буржоа е министър-председател на Фландрия от 25 юли 2014 година.
1. ↑  www.geertbourgeois.be //   Посетен на 24 юни 2022 г.